# تيري براون (سياسي أمريكي)
تيري براون (بالإنجليزية: Terry Brown)‏ هو سياسي أمريكي، ولد في 15 مايو 1959 في بيغون في الولايات المتحدة. حزبياً، نشط في الحزب الديمقراطي. وقد انتخب عضو مجلس نواب ميشيغان ‏.